# Castelo de Aledua

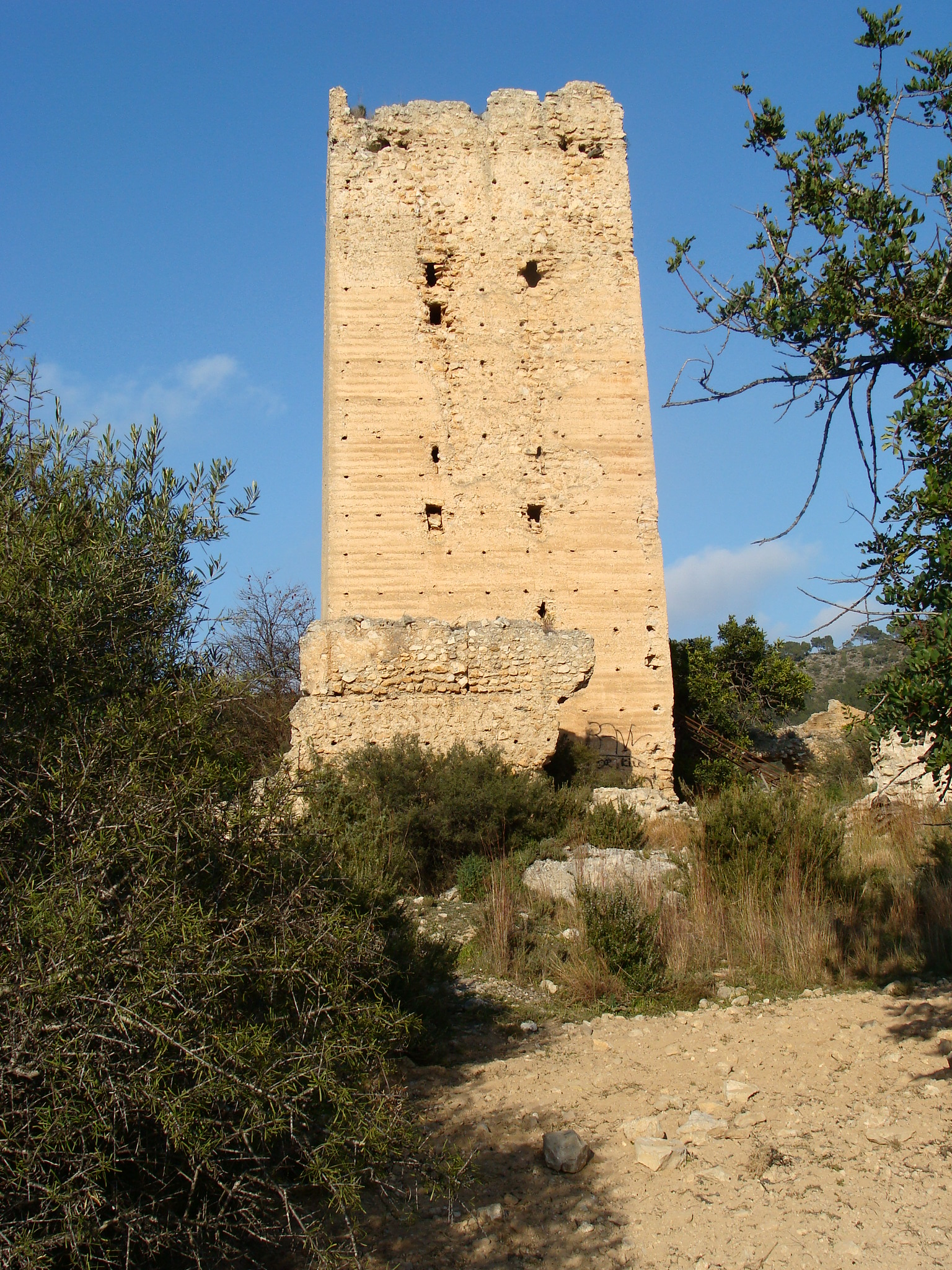
Castelo de Aledua, Espanha

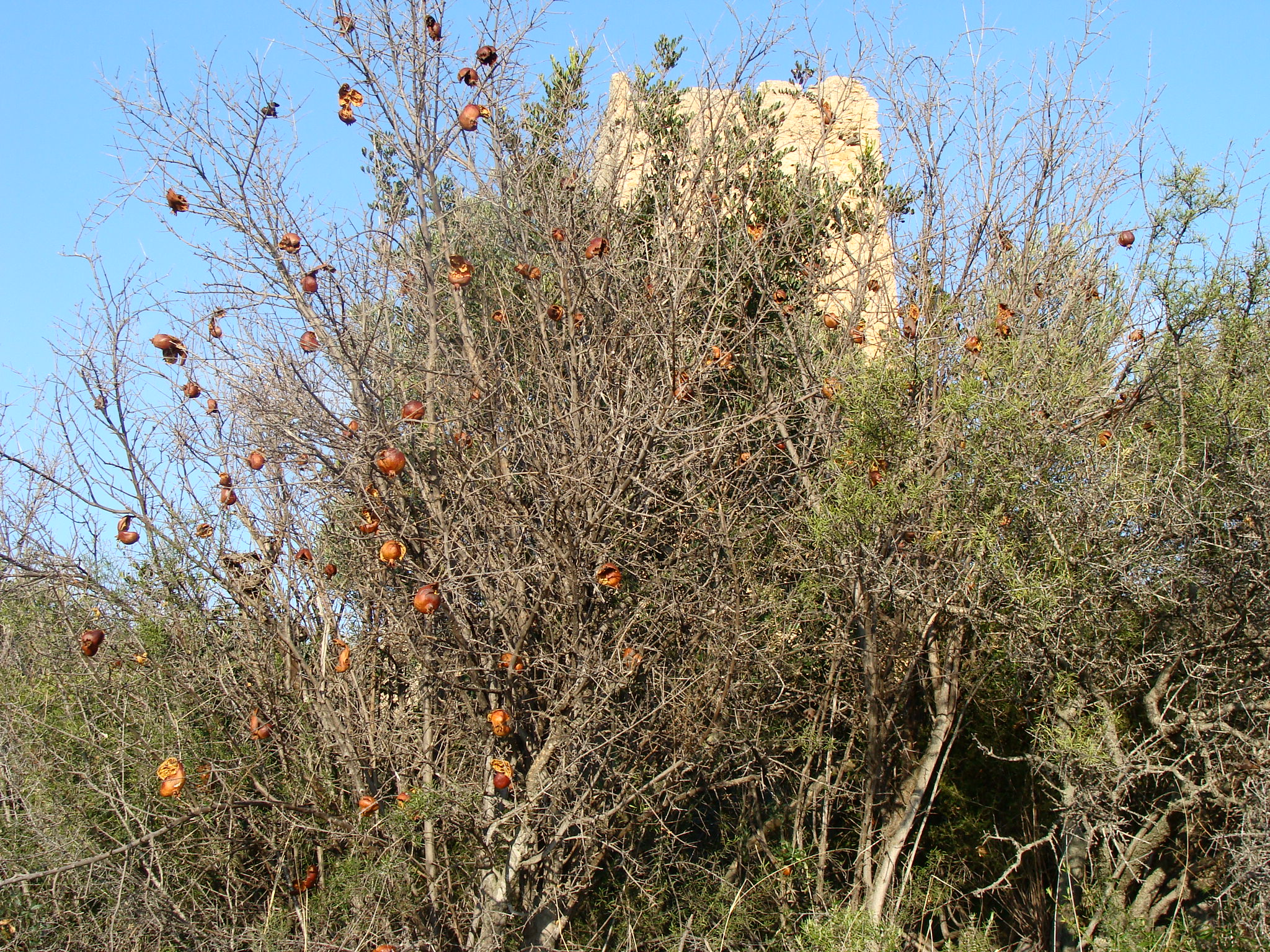
Romãs silvestres próximas ao castelo atestam a sua construção moura, uma vez que foram eles os seus introdutores na Península Ibérica.

O Castelo de Aledua localiza-se no município de Llombay, na província de Valência, na comunidade autónoma da Comunidade Valenciana, na Espanha.
Ergue-se em posição dominante no alto de uma colina, à margem esquerda do rio Magro a cerca de quatro quilómetros da povoação abandonada de Aledua.

## História
Remonta a uma fortificação muçulmana erguida em fins do século XII.

## Características
De planta rectangular, conta com uma torre ao centro, dividida internamente em três pavimentos e sótão, erguida em taipa sobre embasamento de alvenaria. A sua estrutura é muito semelhante à de outras nesta região, nomeadamente a Torre Muza em Benifayó, a Torre Espioca, a Torre de Almusafes, e outras.